# Girraween, New South Wales
Girraween este o suburbie în Sydney, Australia.